# Abington (cratère)
Pour les articles homonymes, voir Abington.
Abington est un cratère de 21,7 km de diamètre situé sur Vénus, aux coordonnées de -47.8 ° de latitude et 277.7 ° de longitude Est. Il a été nommé en l'honneur de l'actrice britannique de la Restauration anglaise, Frances Abington .